# Frans Stoppelman
Frans Stoppelman (* 9. Januar 1921 in Amsterdam, Niederlande; † 23. Oktober 2007 in Mexiko-Stadt, Mexiko) war ein niederländischer Pressefotograf, der sich nach dem Zweiten Weltkrieg in Lateinamerika etablierte. Sein Sinn für bizarre Situationen brachte ihm internationale Beachtung.

## Leben
Frans Stoppelman, auch bekannt als Francis Stopelman, wurde am 9. Januar 1921 in Amsterdam geboren. Sein Vater war Textilhändler. Mit Seifenpulver-Rabattmarken kaufte er sich seine erste Kamera, eine Kodak Brownie. Nach dem Tod seiner Mutter und einem Streit mit seiner Stiefmutter lief er von zu Hause weg. Er brach die Schule ab und verdingte sich zu Gelegenheitsarbeiten.  
Während des Zweiten Weltkriegs musste er als Jude aus den Niederlanden fliehen. Nach einer abenteuerlichen Reise kam er am 13. April 1942 in der Schweiz an. Er wurde im Arbeitslager in Les Verrières interniert. Dort machte er seine erste Fotoreportage, die sich heute im Besitz des Jüdischen Museums in Amsterdam befindet. Er durfte eine Ausbildung an einer Fotoakademie in Lausanne aufnehmen. Nach dem Krieg blieb er als Pressefotograf zunächst in der Schweiz.
1949 ging er nach Chile. Viele Jahre lang fotografierte er Kinder in Schwimmbädern. Sein Sinn für bizarre Situationen brachte ihm den internationalen Durchbruch. Ein Foto, das die Menschen zeigt, die sich um die erste in der Hauptstadt Santiago installierte Rolltreppe drängen, wurde von der Zeitschrift Life veröffentlicht. 
Zahlreiche Aufträge brachten ihn zeitweise nach Europa, sodass er Ende der 1950er-Jahre wieder in Amsterdam blieb. Er fotografierte Windmühlen, Trachten und Segelregatten. Einen Ruf an die Königliche Akademie der Bildenden Künste in Den Haag schlug er aus. Er wollte lieber wieder zurück zu seinen Archiven, die er in Chile gelassen hatte. 
In den 1960er-Jahren ließ er sich in der Karibik nieder, wo er wanderte, einige Bücher schrieb und ansonsten in den Tag hineinlebte. 1968 reiste er anlässlich der Olympischen Spiele nach Mexiko. Dort blieb er schließlich bis zu seinem Lebensende.